# Station Holdorf (Oldb)
Station Holdorf (Oldb) (Bahnhof Holdorf (Oldb)) is een spoorwegstation in de Duitse plaats Holdorf, in de deelstaat Nedersaksen. Het station ligt aan de spoorlijn Delmenhorst - Hesepe, de spoorlijn naar Damme is opgebroken. Het station telt één perronspoor. Op het station stoppen alleen treinen van de NordWestBahn.
De nevenlijn Holdorf-Damme was van 1900 tot 1996 in bedrijf en was in 2000 opgebroken.

## Treinverbindingen
De volgende treinserie doet station Holdorf (Oldb) aan:
| Serie | Treinsoort                  | Route                                                                         | Bijzonderheden |
| ----- | --------------------------- | ----------------------------------------------------------------------------- | -------------- |
| RB 58 | Regionalbahn (NordWestBahn) | Osnabrück Hbf – Bramsche – Holdorf (Oldb) – Vechta – Delmenhorst – Bremen Hbf | Der Bramscher  |